# Club Atlético del Rosario
Il Club Atlético del Rosario è una società polisportiva argentina di Rosario (provincia di Santa Fe).
Fondato nel 1867, esso è il più antico club sportivo del Paese.
Amministra varie discipline, le più note delle quali sono l'hockey su prato, il tennis, il calcio e, soprattutto, il rugby a 15: la sezione sportiva relativa a quest'ultimo fu fondata nel 1886 e in quell'anno disputò il primo incontro di tale disciplina in Argentina.
Nonostante sia della provincia di Santa Fe, il club partecipa al campionato provinciale dell'Unión de Rugby de Buenos Aires, che ha vinto 5 volte, l'ultima nel 2000.
Disputa i suoi incontri interni allo stadio noto come Plaza Jewell, che ha una capacità di 4.000 posti.

## Storia
Il club fu fondato il 27 marzo 1867 con il nome di Rosario Cricket Club da un gruppo di immigrati dal Regno Unito che lavoravano nella compagnia ferroviaria britannica Ferrocarril Central Argentino; la prima sede sportiva sorgeva su un'area dove oggi si trova un collegio salesiano.

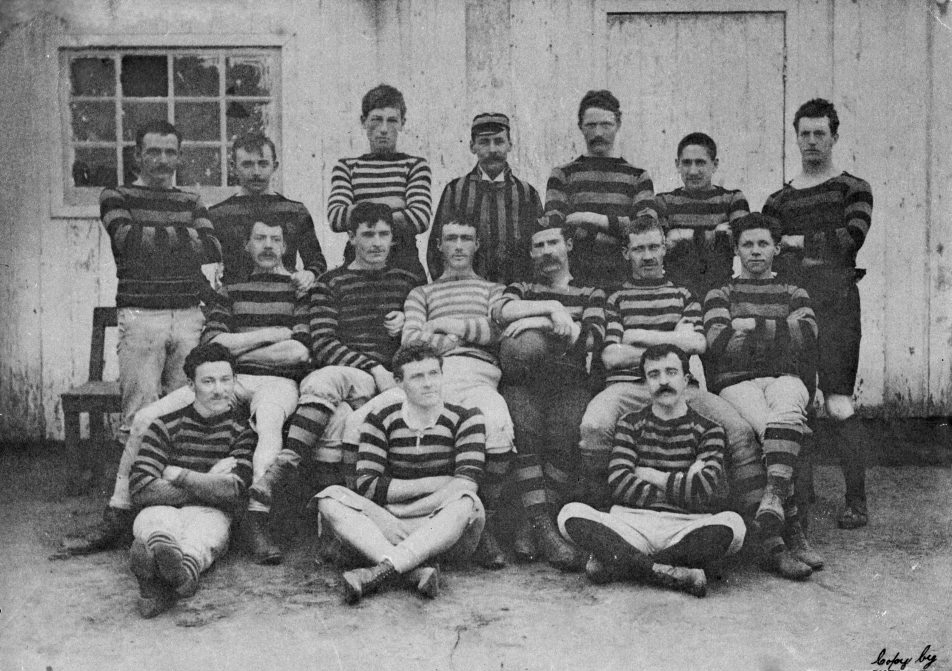
Rosario A.C., 1884.

Nei successivi anni altri sport si aggiunsero al cricket e nel 1884 il club decise di cambiare nome in quello attuale; il 29 giugno 1886 il Club Atlético del Rosario e il Buenos Aires Football Club diedero vita al primo incontro di rugby sul suolo argentino.
Nel 1889 le attività sportive del Club Atlético del Rosario si trasferirono in Calle Còrdoba, sede dove sorge ancora oggi il campo di gioco; esso fu intitolato ai donatori del terreno, i fratelli Carlos ed Eduardo Jewell, e divenne noto come Plaza Jewell.
Grazie alla sua primogenitura, il club fu tra i fondatori di diverse federazioni sportive, legate alle discipline che amministra: nel 1905 la Lega provinciale calcistica di Rosario, nel 1919 la Asociación Argentina de Tenis e, nel 1922, la relativa federazione provinciale di Santa Fe; nel 1933 l'associazione santafesina e, nel 1956, quella rosarina, di nuoto e, nel 1966, quella provinciale di hockey su prato; quanto al rugby, nel 1899 fondò insieme a tre club di Buenos Aires (Buenos Aires Cricket and Rugby Club, Lomas Athletic e Belgrano Athletic) il River Plate Rugby Union, nucleo di quella che oggi è l'Unión Argentina de Rugby.
La circostanza spiega perché il club, pur essendo di Rosario, ha sempre disputato il campionato provinciale della Capitale; quando la federazione andò incontro a una ristrutturazione territoriale nel 1995 assumendo il nome attuale di Unión de Rugby de Buenos Aires, il Club Atlético del Rosario continuò a esserne parte.

### Rugby
Al campionato provinciale di Buenos Aires, prima della sua definitiva adesione del 1995, il Rosario partecipò a più riprese: dalla fondazione fino al 1913, poi dal 1934 al 1944, dal 1951 al 1955 e, infine, dal 1983 al 1995; in tale periodo vinse tre campionati della Capitale, nel 1905, 1906 e 1935; nel 1928 fondò insieme ad altri club della provincia il Santa Fe Rugby Union, oggi Unión de Rugby de Rosario.
Nel periodo tra il 1956 e il 1985 il club militò nel campionato dell'URR, ottenendo un record di 13 vittorie consecutive tra il 1973 e il 1985; a tale data aveva anche ripreso a militare nell'Unione bonaerense grazie al suo status di socio fondatore e all'offerta del Club Atlético de San Isidro di offrire ai rosarini il suo campo per gli incontri interni ed evitare così lunghe trasferte agli altri club della provincia di Buenos Aires; per motivi organizzativi, comunque, dal 1985 dovette rinunciare alla partecipazione al campionato dell'URR.
Nel 1986 ascese alla Prima Divisione del campionato di Buenos Aires; nel 1996 vinse per la prima volta il campionato della rinnovata URBA, benché in condominio con l'Hindú Club; nel 1999 giunse un'altra finale, poi persa contro il San Isidro Club; nel 2000 giunse un altro titolo, il quinto della provincia.
Milita attualmente nella prima divisione dell'URBA e il suo allenatore è Daniel Baetti, già giocatore del club per molti anni e Nazionale argentino.

## Stemma e colori sociali
I colori sociali del Club Atlético del Rosario sono il bordeaux e il celeste; lo stemma del club è uno scudo francese di colore bordeaux attraversato da una banda diagonale celeste; dall'angolo in alto a destra a quello in basso a sinistra.
Su ognuna delle porzioni campeggia l'acronimo del club (C.A.R.) in lettere d'oro in diagonale dall'angolo alto a sinistra a quello in basso a destra (la "C" e la "R" sono su sfondo bordeaux, la "A" su quello celeste.
Lo scudo è circondato da due rami d'alloro ed è sormontato dalla data "1867", anno di fondazione del club.
Le maglie della squadra di rugby sono a strisce orizzontali bordeaux e azzurro, i pantaloncini sono bianchi; la tenuta alternativa prevede una maglia bianca e pantaloncini blu scuro.
Per entrambe le tenute i calzettoni sono bordeaux o, talora, granata a strisce orizzontali azzurre.
La squadra di hockey su prato, invece, veste una maglia azzurro-celeste con colletto bordeaux; anche i pantaloncini sono bordeaux, mentre la tenuta alternativa prevede una maglia bianca con inserti celesti e pantaloncini anch'essi celesti.

## Palmarès

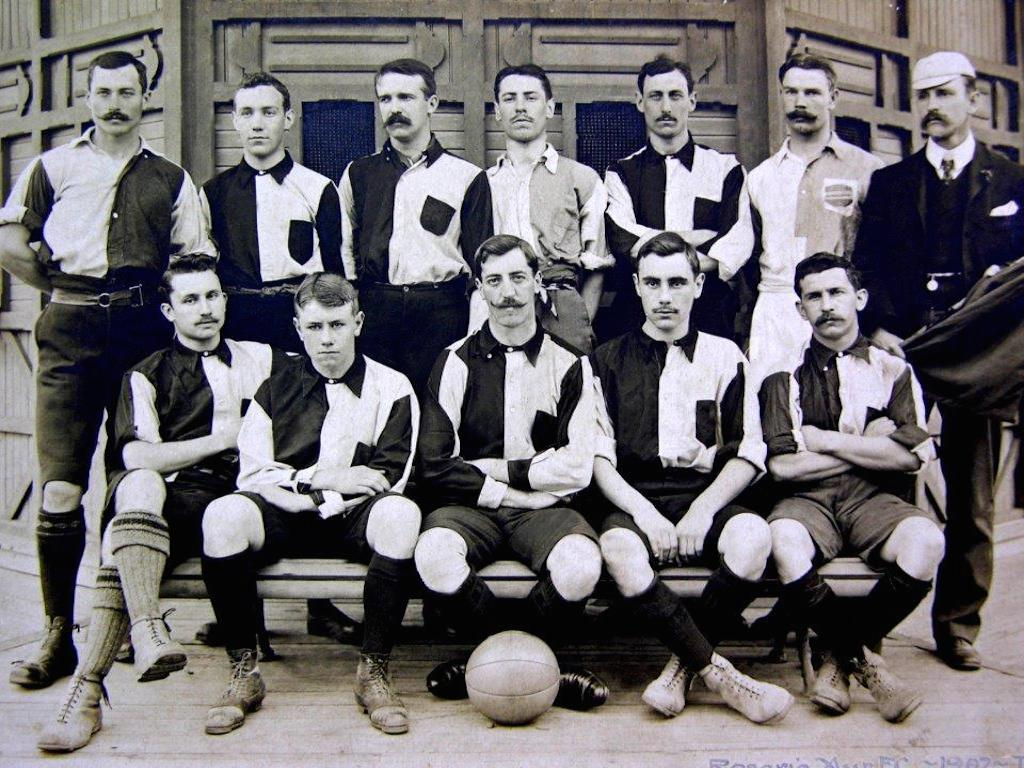
Calcio squadra 1905.

### Calcio

#### Competizioni nazionali
- Tie Cup: 3

1902, 1904, 1905

#### Altri piazzamenti
- Campionato argentino:

Secondo posto: 1894

### Hockey su prato
- Metropolitano de Primera División (2):

1971, 1975

### Rugby
- Campionato URBA (5):

1905, 1906, 1935, 1996, 2000

## Giocatori di rilievo

### Rugby
Il C.A. del Rosario ha avuto nel corso degli anni numerosi militanti nella Nazionale argentina: fin dagli anni dieci del XX secolo infatti, suoi giocatori hanno vestito la maglia biancoceleste.
Nell'epoca della Coppa del Mondo, in particolare, si registra il citato Daniel Baetti, medico e attuale tecnico del club, che tuttavia non prese mai parte alla competizione; singolare il caso di Mario Gerosa, che dopo avere esordito con i Pumas, in ragione delle sue ascendenze fu selezionato per la Nazionale italiana, con la quale prese parte alla Coppa del Mondo di rugby 1995.
- Daniel Baetti
- Octavio Bartolucci
- Mario Gerosa
- José Orengo
- Federico Todeschini